# Jahan Dotson
Jahan Walte' Dotson (Newark, Nueva Jersey, 22 de marzo de 2000), más conocido como Jahan Dotson, es un jugador profesional estadounidense de fútbol americano que se desempeña en la posición de wide receiver en Philadelphia Eagles, en la National Football League (NFL).

## Carrera
Fue seleccionado en la Reunión Anual de Selección de Jugadores de la NFL de 2022. Hizo su debut profesional con el equipo Washington Commanders, donde jugó tres temporadas.
En 2024, pasó a los Eagles a cambio de una selección de tercera ronda y dos selecciones de séptima ronda del draft de 2025.